# Henry Atkins
Henry Ernest Atkins foi um jogador de xadrez e professor, mestre internacional de xadrez, nove vezes vencedor do campeonato britânico. Entre 1895 e 1901 participou de sete eventos menores tendo vencido quatro e terminado em segundo os outros. Seu primeiro torneio internacional foi em Hanover em 1902, tendo terminado a frente de Jacques Miesis, Mikhail Chigorin e Frank Marshall. Por causa de sua dedicação a atividade acadêmica não dedicou sua vida ao xadrez tendo participado de somente mais um grande evento em Londres 1922. Atkins venceu o campeonato britânico de 1905 a 1911, em 1924 e 1925, tendo participado das Olimpíadas de Xadrez de 1927 e 1935.